# Willow Shields

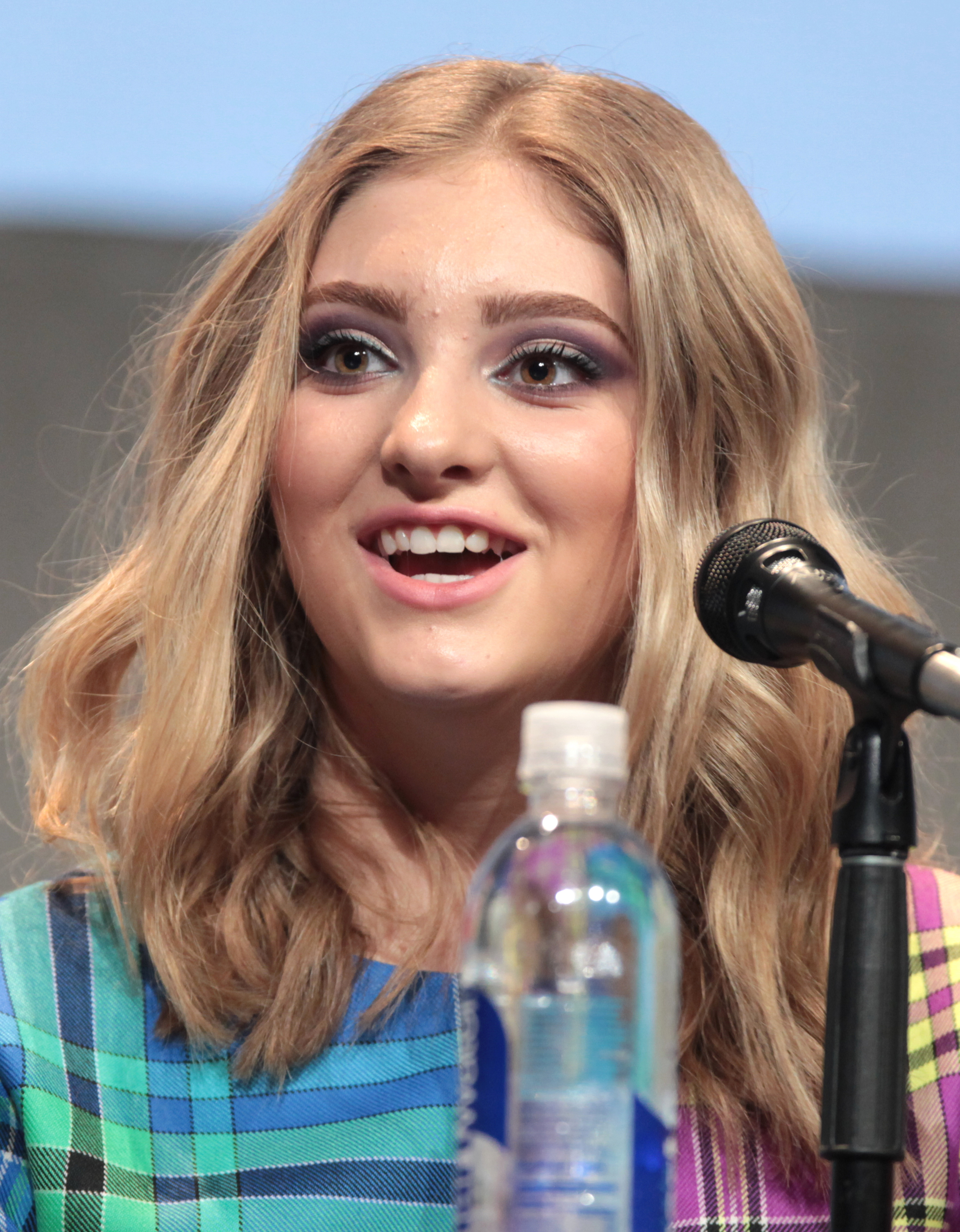
Willow Shields auf der Comic-Con (2015)

Willow Shields (* 1. Juni 2000 in Albuquerque, New Mexico) ist eine US-amerikanische Schauspielerin.

## Leben
Willow Shields wurde im Juni 2000 in Albuquerque geboren. Sie hat eine Zwillingsschwester, Autumn, und einen älteren Bruder, River, die beide ebenfalls Schauspieler sind. Neben der Schauspielerei beschäftigt sie sich mit bildender Kunst. Ihr Schauspieldebüt gab die damals achtjährige Shields im Kurzfilm Las Vegas New Mexico 1875. 2009 spielte sie die Rolle der Lisa Rogan in der zweiten Episode der zweiten Staffel von USA-Networks-Krimiserie In Plain Sight – In der Schusslinie. 2011 war sie im Fernsehfilm Beyond the Blackboard, einer CBS-Produktion mit Emily VanCamp in der Hauptrolle, als ein obdachloses Kind namens Grace zu sehen.
Im Jahre 2012 folgte ihre bisher größte Rolle im Science-Fiction-Film Die Tribute von Panem – The Hunger Games. Dort spielt sie die Rolle der Primrose Everdeen, die Filmschwester von Jennifer Lawrence. 2013 und 2014 übernahm Shields in den Fortsetzungen von The Hunger Games, Die Tribute von Panem – Catching Fire, Die Tribute von Panem – Mockingjay Teil 1 und Die Tribute von Panem – Mockingjay Teil 2, erneut die Rolle der Primrose.
2015 nahm Shields zusammen mit Mark Ballas an der 20. Staffel der US-amerikanischen Tanzshow Dancing with the Stars teil. Sie ist mit 14 Jahren die bis dato jüngste Teilnehmerin der Show.

## Filmografie (Auswahl)
- 2008: Las Vegas New Mexico 1875 (Kurzfilm)
- 2009: In Plain Sight – In der Schusslinie (In Plain Sight, Fernsehserie, Episode 2x02)
- 2010: Inhale
- 2011: Beyond the Blackboard (Fernsehfilm)
- 2012: R. L. Stine’s The Haunting Hour (Episode 3x05)
- 2012: Die Tribute von Panem – The Hunger Games (The Hunger Games)
- 2013: Die Tribute von Panem – Catching Fire (The Hunger Games: Catching Fire)
- 2014: Die Tribute von Panem – Mockingjay Teil 1 (The Hunger Games: Mockingjay – Part 1)
- 2015: Dancing with the Stars (Fernsehsendung, Staffel 20)
- 2015: Die Tribute von Panem – Mockingjay Teil 2 (The Hunger Games: Mockingjay – Part 2)
- 2017: Into the Rainbow
- 2019: Woodstock or Bust
- 2019: The Unsettling (Fernsehserie, 8 Episoden)
- 2020: Spinning Out (Fernsehserie, 10 Episoden)
- 2022: When Time Got Louder
- 2023: Detective Knight: Independence